# Нефтопреработвателна промишленост
Нефтопреработвателната промишленост е дял на промишлеността, извършващ обработката и рафинирането на нефт в нефтопродукти, като нафта, бензин, дизелово гориво, битум, мазут, керосин и пропан-бутан. Нефтопреработвателните предприятия, наричани също петролни рафинерии, обикновено представляват големи промишлени комплекси, които в много отношения приличат на химическите заводи.